# 下関国際高等学校
下関国際高等学校（しものせきこくさいこうとうがっこう）は、山口県下関市大字伊倉字四方山にある私立高等学校。通称「下国（しもこく）」
前身は下関予備校（昭和34年（1959年）4月認可）及び下関電波専門学校（昭和35年（1960年）認可）であり現在の関門自動車道壇之浦パーキングエリアの地に存在していた。
1972年（昭和47年）から2002年（平成14年）までの間、実質的には男子校であったが現在は完全男女共学校。
近年、硬式野球部が全国高等学校野球選手権大会や選抜高等学校野球大会（2017年、2018年（選抜・夏の甲子園の両方）、2021年、2022年）に多く出場し、全国でも強豪校として認識される。2022年の夏の甲子園では準優勝している。

## 沿革
- 1964年
  - 3月 - 学校法人下関学園認可。岡崎英夫理事長 就任。
  - 6月 - 下関電子工業高等学校設置認可。下関市壇之浦（下関電波専門学校）において、校長 櫛田薫、全日制課程電子科定員300名で開校。
- 1965年4月 - 下関市大字伊倉字四方山7番地に移転。
- 1967年4月 - 下関高等学校に改称。自動車科、女子経済科を増設。
- 1972年
  - 3月 - 女子経済科募集停止。
  - 4月 - 普通科を増設。
- 1979年4月 - 付属幼稚園を設置。
- 1989年
  - 4月 - 電子科、自動車科を統合して電子機械科に改編。
  - 6月 - 創立25周年記念式典。
- 1993年4月 - 下関国際高等学校に改称。
- 1998年4月 - 普通科にBコース（ハングル・中国語会話コース）設置。
- 2002年4月 - 普通科にCコース（中国語通訳養成コース）設置。
- 2006年4月 - 通信制課程（単位制 普通科）設置。女子経済科を廃止。普通科中国語会話コースおよび普通科Cコースの募集停止。
- 2013年4月 - 電子機械科に電子機械コース設置。電子機械科電子情報コース募集停止。
- 2014年11月 - 創立50周年記念式典。
- 2015年4月 - 電子機械科に機械コース・自動車コース設置。電子機械科電子機械コース・自動車工学コース募集停止。
- 2017年8月 - 野球部が初めて甲子園出場。
- 2017年9月 - 新体育館竣工。旧体育館解体。
- 2019年3月 - 通信制課程閉課
- 2019年12月 - 硬式野球部寮（立志貫道館）完成。
- 2020年4月 - 普通科普通コース・ハングル会話コース募集停止。普通科にキャリアデザインコース・アスリートコース設置。

## 教育理念

### 教育方針
この節の出典:
「自主、連帯、創造」
- 連帯感を培い、思いやりのある豊かな人間性を育てる。
- 身体を鍛え、ねばり強い精神を養う。
- 学力を高め、技術を磨き、逞しい生活力をつける。

### 建学の綱領
この節の出典:
1. 学徒の人格を陶冶し豊かな教養の基盤を培う
2. 真理を探究し、正義を愛し社会に貢献する人間を育成する
3. 自主・自立の精神を充ち自他の敬愛と協力によって文化の創造と発展に寄与する人材を育成する

1学年定員120名の小規模校の特色を活かし、毎日の授業や資格取得に対する指導など、「一人ひとりに目の行き届いた教育」を謳っている。

## 学科

### 全日制課程
- 普通科
  - キャリアデザインコース
  - アスリートコース

- 電子機械科
  - 機械コース
  - 自動車コース

## 部活動

### 体育系
- 硬式野球部（2017年夏〈第99回〉、2018年春〈第90回〉、2018年夏〈第100回〉、2021年春〈第93回〉、2022年夏〈第104回〉に甲子園出場）
- 甲子園大会成績 
  - 2017年夏（第99回）  初戦敗退（対三本松に4‐9[2]）
  - 2018年春（第90回）  初戦敗退（対創成館に1‐3[3]）
  - 2018年夏（第100回）  8強（対花巻東に4‐2[4]、対創志学園に5‐4[5]、対木更津総合に4‐1[6]、対日大三に2‐3[7]）
  - 2021年春（第93回）  初戦敗退（対健大高崎に2-6[8]）
  - 2022年夏（第104回）  準優勝（対富島に5-0[9]、対浜田に9-3[10]、対大阪桐蔭に5-4[11]、対近江に8-2[12]、対仙台育英に1-8[13]）

- ウェイトリフティング部（山口県強化指定校）
- 空手道部（山口県強化指定校）
- 卓球部
- 合気道部
- ダンス部
- サッカー部
- バスケットボール部

### 文化系
- 軽音楽部
- 吹奏楽部
- 自動車工作部
- 旋盤溶接部
- 図書部
- パソコン部
- 美術部

## 併設校
- 下関国際高等学校付属幼稚園

## アクセス

### 鉄道
- JR山陽本線 新下関駅南口より徒歩約5分

### 路線バス（サンデン交通）
- 一の宮一丁目バス停下車後、徒歩約3分
- 新下関駅南口バス停下車後、徒歩約10分

## 著名な出身者
- 宮﨑敦次（元プロ野球選手）
- 島谷常寛（プロレスラー）
- 南一輝（体操選手）
- 古賀康誠（プロ野球選手）

## 著名な教職員・関係者
- 坂原秀尚（同校硬式野球部監督）